# Kanton Nieuw-Koudekerke
Kanton Nieuw-Koudekerke (Frans: Canton de Coudekerque-Branche) is een kanton van het Franse Noorderdepartement. Het kanton maakt deel uit van het arrondissement Duinkerke. In 2015 is dit kanton sterk uitgebreid van drie naar tien gemeenten. Het kanton is toen uitgebreid met de gemeenten Armboutskappel, Sint-Winoksbergen, Bieren en Stene van het voormalige kanton Sint-Winoksbergen, de gemeenten Tetegem en Uksem van het voormalige kanton Duinkerke-West en met de gemeente Spijker van het voormalige kanton Bourbourg. Op 1 januari 2016 fuseerden Koudekerke-Dorp en Tetegem tot de huidige gemeente Téteghem-Coudekerque-Village waardoor het kanton nu nog negen gemeenten omvat.

## Gemeenten
Het kanton Nieuw-Koudekerke omvat thans de volgende gemeenten:
- Armboutskappel (Frans: Armbouts-Cappel)
- Bieren (Frans: Bierne)
- Kapelle (Frans: Cappelle-la-Grande)
- Nieuw-Koudekerke (Frans: Coudekerque-Branche) (hoofdplaats)
- Sint-Winoksbergen (Frans: Bergues)
- Spijker (Frans: Spycker)
- Stene (Frans: Steene)
- Téteghem-Coudekerque-Village
- Uksem (Frans: Uxem)